# Pozytywizm logiczny
Pozytywizm logiczny, in. neopozytywizm – filozoficzna szkoła naukowa, która powstała w 1 poł. XX w. w Wiedniu; w późniejszym czasie z pozytywizmu logicznego wyłonił się nowy nurt w filozofii nauki zwany logicznym empiryzmem, który w swoim ujęciu przyjmował bardziej złagodzone i zliberalizowane poglądy niż Koło Wiedeńskie.

## Historia
Pozytywizm logiczny zrodził się w tzw. „Kole Wiedeńskim”, które powstało na początku lat dwudziestych pod kierownictwem M. Schlicka. Głównymi jej przedstawicielami byli Rudolf Carnap, Otto Neurath, którzy budowali swe poglądy pod silnym wpływem Wittgensteina, którego poglądy z tak zwanego I okresu działalności filozoficznej były niezwykle silną inspiracją dla jej członków. Jej krytykami z różnych pozycji byli Karl Popper oraz cała plejada filozofów nauki od Ferdynanda Gonsetha po Imre Lakatosa. Ludwig Wittgenstein uważany jest za ojca chrzestnego neopozytywizmu, choć nigdy nie był członkiem Koła Wiedeńskiego, w ramach którego pozytywizm był dyskutowany i rozwijany. W swoich późniejszych pracach Wittgenstein odszedł dość zdecydowanie od założeń pozytywizmu logicznego, aczkolwiek w zupełnie innym kierunku niż Popper.
Głównym źródłem ideowym neopozytywizmu był machizm, uzupełniony konwencjonalizmem Poincarégo oraz pewnymi ideami pragmatyzmu. Pozytywizm logiczny jest kontynuacją empiryzmu, poczynając od Locke'a przez Hume'a i Milla, a kończąc na Brentano, wzbogaconą rozwojem logiki matematycznej oraz fizyki początków XX wieku.
Przez długi czas pod wpływem tej szkoły byli realiści logiczni ze szkoły brytyjskiej – zwłaszcza Bertrand Russell i Alfred North Whitehead, jednak ich systemy filozoficzne poszły ostatecznie w zupełnie innym kierunku.

## Poglądy neopozytywistów
- Oparcie całej wiedzy na danych empirycznych i odrzucenie wszystkiego, co nie znajduje oparcia w faktach empirycznych.
- Opisanie tej wiedzy językiem matematyczno-logicznym.
- Sprowadzenie wszystkich nauk do fizyki, lub przynajmniej zastosowanie w nich technik badawczych i opisu matematycznego wziętych z fizyki – dotyczy to nawet takich nauk, jak psychologia i ekonomia.

## Nowy podział sądów
Zastosowanie tych pozornie prostych założeń do współczesnej wiedzy i wzięcie pod uwagę wszystkich zastrzeżeń do empiryzmu, które narosły od czasów Hume'a i Milla, okazało się jednak zadaniem karkołomnym.
Pomocą miał tu być nowy podział sądów, zrywający z systemem wprowadzonym przez Kanta, który „odczarowywał” „magiczność” matematyki. Zdaniem neopozytywistów w prawdziwej, rzetelnej wiedzy – a więc takiej, która mówi coś o realnym świecie – występują tylko dwa rodzaje sądów:
- Sądy formalno-logiczne, które nie mówią niczego o zewnętrznym świecie, zajmują się jakby wyłącznie same sobą, są więc czystymi tautologiami. Są one tylko językiem, który można sobie dowolnie konstruować i dostosowywać do własnych potrzeb. Nie wypowiadają się one ani na temat jakichkolwiek bytów idealnych w rozumieniu platońskim ani na temat rzekomych „jedynie słusznych” form poznania w sensie kantowskim. Jedynym warunkiem poprawności tych sądów jest ich wewnętrzna niesprzeczność i nic poza tym. Sądami tymi zajmuje się logika i matematyka, które w gruncie rzeczy są tożsame i można je do siebie nawzajem sprowadzić (prace Russella i Whiteheada). W tym ujęciu w pewności sądów matematycznych nie ma niczego magicznego – są one po prostu tautologiami, więc z definicji są zawsze prawdziwe.

- Sądy sprawozdawcze, które po prostu stwierdzają występowanie faktów empirycznych oraz wynikające z tych faktów wnioski. Na ich bazie, stosując dowolny wewnętrznie niesprzeczny język, konstruuje się teorie, grupujące i porządkujące zbiory sądów sprawozdawczych. Teorie są więc tylko złożonymi, sformalizowanymi wnioskami z obserwowanych faktów i niczym więcej. W tym ujęciu oczywiste jest, że sądy sprawozdawcze są poprawne jeśli odzwierciedlają fakty, a teorie są poprawne jeśli ich język jest niesprzeczny oraz jeśli są weryfikowalne (czyli można podać konkretne, empiryczne fakty dowodzące słuszności tych teorii). Pojęcie weryfikowalności empirycznej stało się więc równoważne pojęciu jakiegokolwiek sensu. Jeśli jakaś teoria czy sąd mają mieć jakikolwiek sens faktyczny to muszą być weryfikowalne. Wszystkie pozostałe są albo tautologiami, albo w ogóle nie mają żadnego sensu.

## Krytykateorii bytu,etyki metafizycznej, metafizycznych teorii wpsychologii,socjologii,ekonomiiihistorii
Przykładając swoją miarę do różnych nauk neopozytywiści tropili w nich nieweryfikowalne teorie i dowodzili ich faktycznej bezsensowności.
W teorii bytu neopozytywiści zauważyli za Wittgensteinem, że wszelkie sądy i teorie w jej obrębie są bezsensowne – tzn. nie można ich w żaden sposób zweryfikować faktami. Pytania w rodzaju „Czy istnieje Bóg?” lub „Czy istnieje materia?” są zatem zwyczajnie pozbawione wszelkiego realnego sensu, a zatem nie ma sensu szukać na nie odpowiedzi.
Podobnie jest z etyką – szukanie metafizycznych znaczeń pojęcia dobra i zła nie ma sensu, bo te pojęcia nie mają żadnego przełożenia na fakty empiryczne. Analiza logiczna tych pojęć pokazuje, że są one związane z ludzkimi emocjami – poczucia komfortu lub dyskomfortu psychicznego. Komfort psychiczny da się zmierzyć w formie np. ankiety, można go więc uznać za fakt empiryczny. W skali indywidualnej dobre jest to co ten komfort zwiększa, a w skali społecznej to co zwiększa średni komfort psychiczny analizowanej populacji.
I do tego należy w praktyce zawęzić całą etykę. Etyka zawęża się zatem do psychologii empirycznej, oraz do uczciwie uprawianej socjologii i ekonomii.
W psychologii neopozytywiści piętnowali wszystkie nieweryfikowalne teorie – krytykowali więc zarówno koncepcje podświadomości Freuda, gdyż nie ma żadnego empirycznego sposobu, aby dowieść istnienia czegoś takiego, jak i koncepcje psychologii postaci, gdyż pojęcie struktury myślowo-emocjonalnej również jest nieweryfikowalne. Z psychologii ostały się zatem tylko mierzalne eksperymenty, na których bazuje fenomenologia a zwłaszcza behawioryzm.
W socjologii, ekonomii i historii neopozytywiści krytykowali wszelkie pojęcia historycystyczne, a więc takie, które zakładają istnienie „niezmiennych praw historii i ekonomii” takich, jak marksistowska walka klas, czy heglowska teoria narodu wiodącego, gdyż są one z definicji nieweryfikowalne. Historycystyczne podejście do tych nauk powoduje, że selektywnie wybiera się fakty zgodne z daną teorią, a fakty niezgodne odrzuca się jako „przejściowe” trendy „wsteczne”, które rzekomo nie mają wpływu na ogólny przebieg historii. W naukach tych daje się wyodrębnić rozmaite trendy i wyszukiwać rozmaite zależności, jednak mają one zawsze charakter statystyczny i nigdy nie mają cech absolutnej trwałości i sprawdzalności w każdych warunkach. Wraz ze zmianą warunków społecznych mogą się one zmieniać. Dlatego zachowania społeczne, przebieg historii i
kierunki zmian ekonomicznych są według pozytywistów w długich przedziałach czasowych nieprzewidywalne.

## Problemy wewnątrz samego pozytywizmu logicznego
- Ukryte koncepcje metafizyczne:

Przykładając miarę pozytywizmu logicznego do niego samego krytycy tego nurtu zauważyli, że program pełnego zerwania z wszelką metafizyką jest niewykonalny. Np. naczelna zasada tego systemu – wymóg weryfikowalności empirycznej – wymaga cichego założenia realności istnienia świata materialnego oraz jego racjonalnej, przewidywalnej struktury. Oba te założenia są czysto metafizyczne – nie można ich samych dowieść empirycznie i trzeba je przyjąć na wiarę. A z takich koncepcji chcieli właśnie oczyścić filozofię pozytywiści logiczni. Ta elementarna obserwacja pchnęła właśnie realistów brytyjskich z Russellem na czele do pójścia w zupełnie innym kierunku filozoficznym.
- Problem z pojęciem weryfikowalności:

Szczegółowe badania logiczne rozmaitych teorii i pojęć występujących w fizyce pokazały, że większość podstawowych teorii w fizyce nie jest weryfikowalna empirycznie. I to nie tylko z powodów praktycznych, ale często na skutek samej konstrukcji logicznej tych teorii. Przykładem nieweryfikowalnej zasady jest np. zasada zachowania energii. Nie sposób bowiem w skończonej liczbie doświadczeń dowieść prawdziwości hipotezy dotyczącej wszystkich zjawisk w ogóle.
Karl Popper w swojej konstruktywnej krytyce pozytywizmu zaproponował stosowanie w miejsce weryfikowalności inne kryterium naukowości teorii: było to pojęcie falsyfikowalności. Stało się to początkiem popperyzmu w filozofii: prądu filozofii nauki rozwijanego w częściowej opozycji wobec pozytywizmu logicznego, będącego jednak jego naturalnym rozwinięciem. 
- Problemy z samą logiką i matematyką:

Rozwój matematyki pod koniec XIX wieku i na początku wieku XX natrafił na nieoczekiwany problem występowania antynomii, czyli zagadnień których próba rozwiązania w sposób klasyczny (za pomocą klasycznych koncepcji logiki np. arystotelesowskiej) prowadzi do sprzeczności. Typowym przykładem jest tu zagadnienie niemożności konstrukcji zbioru wszystkich zbiorów. 
Próbą wyjścia z impasu była dokonana przez Russella i Whiteheada logicyzacja matematyki. Koncepcję tę przedstawiono w monumentalnym i wielotomowym dziele „Principia mathematica”. Russell zauważył, że antynomie w matematyce wynikają z błędów w konstrukcjach sądów logicznych, zdań i sposobie użycia języka logiki w ogóle. Oparcie konstrukcji matematyki na rozbudowanej przez niego we współpracy z Whiteheadem teorii typów zmierzało do uporządkowania możliwych rodzajów wypowiedzi w nieskończoną hierarchię i tym samym wprowadzenie mechanizmu umożliwiającego usunięcie paradoksów, takich jak antynomia zbioru wszystkich zbiorów, jako wypowiedzi mieszających rozmaite poziomy wypowiedzi. Celem owych prac miała być w szczególności budowa systemu logicznego pozwalającego dowieść niesprzeczności podstaw matematyki. 
Działania te zakończyły się częściowym jedynie sukcesem, gdyż Russell osiągnął je poprzez usunięcie tych pojęć z języka matematyki, które uznał za niepoprawnie sformułowane. Podobny cel miały też prace nad językiem i metajęzykiem Tarskiego – te jednak odnosiły się do logiki a nie do matematyki, i rozwiązały problem prawdziwości antynomii logicznych, jak np. paradoks kłamcy. 
Pozytywiści jednak nadal poszukiwali innych możliwości budowy wiedzy w ramach systemów formalnych. Ostateczny cios tym działaniom zadały prace Kurta Gödla, a zwłaszcza jego twierdzenie o niezupełności systemów aksjomatycznych zawierających arytmetykę liczb naturalnych. W ramach tych prac Gödel dowiódł, że każdy wystarczająco złożony system aksjomatyczny pierwszego rzędu musi zawierać zdania niemożliwe do dowiedzenia, o ile jest niesprzeczny. Oznacza to, że niemożliwe jest przedstawienie zespołu wiedzy matematycznej w zamkniętej formie, w postaci zamkniętego systemu formalnego, jak chcieli tego przedstawiciele prądów pozytywistycznych. Wiedza dedukcyjna, matematyczna, będzie mieć zatem zawsze dynamiczny i otwarty charakter. Przekonanie o tym, że pochodzenie antynomii leży w niewłaściwym używaniu języka, pozostało jednak trwałą zdobyczą pozytywizmu logicznego.